# 新川 (桐生市)
新川（しんかわ）は、群馬県桐生市を流れていた川である。利根川水系に属する渡良瀬川と桐生川を結んでいた。現在では大部分が埋め立てられ、緑地や道路となっている。

## 概要
桐生市元宿町で渡良瀬川から分岐し、市内を東に流れ、浜松町で桐生川と合流していた。かつては下瀞堀と呼ばれ、中世には柄杓山城外郭の要害として、渡良瀬川北岸の丸山砦と桐生川東岸の浅間山砦を結んでいた。
1910年（明治43年）の洪水や、1947年（昭和22年）のカスリーン台風による洪水では、家屋や橋が流される被害が出た。1953年（昭和28年）には河川敷に新川児童遊園地が開園したが、1971年（昭和46年）に遊園地は桐生が岡公園に移設された。
巴町から浜松町までの区間は埋め立て工事によって、現在はコロンバス通りとなっている。川岸町の旧盛運橋周辺に旧河道の跡が見られ、新川公園や新川バラ園など付近の施設に名残りを留めている。

## 旧橋梁
- 元宿橋 - 群馬県立桐生高等学校西北部付近。
- 美原橋 - 昭和通りの一部。
- 新川橋 - 新川橋通りの一部。
- 盛運橋 - 群馬県道68号桐生伊勢崎線（本町通り）の一部。
- 桐生橋（常木橋） - 常祇稲荷神社南方。
- 常盤橋 - 桐生ガス本社南方。
- 安楽土橋 - 中通りの一部。
- 東橋 - 市営新川住宅付近。